# اندرو استال
اندرو استال (به انگلیسی: Andrew Stahl) (زاده ۸ آوریل ۱۹۵۲) بازیگر آمریکایی است.
از فیلم‌های معروف او می‌توان به بازی در مک‌کوی واقعی اشاره کرد.